# Тамдынский район
Тамды́нский район (тума́н)(узб. Tomdi tumani / Томди тумани) — одна из административных единиц в составе Навоийской области (вилоята) Республики Узбекистан.
Административный центр — посёлок Тамдыбулак.
Население — 15 100 чел. (2021).

## География
Тамдынский район занимает северо-восточную, а также частично центральную часть Навоийской области. С северной и восточной стороны граничит с Казахстаном, на западе — с Учкудукским, на юго-западе — с Канимехским, на юго-востоке через озеро Айдаркуль — с Нуратинским районом Навоийской области, на крайнем юго-востоке — с Джизакской областью.
Площадь района составляет 42,4 тыс. км², и с этим показателем Тамдынский район находится на втором месте по площади территории среди районов Навоийской области (на первом месте находится Учкудукский район с площадью 46,6 тыс. км²).
Почти всю часть территории района покрывают пустыни и степи. На территории района находится центральная часть пустыни Кызылкум.

## История
Тамдынский район был образован 3 июля 1927 года в составе Кара-Калпакского АО РСФСР, а с 20 марта 1932 года в составе Каракалпакской АССР, которая 5 декабря 1936 года была передана в состав Узбекской ССР.
2 августа 1943 года район был передан в состав Бухарской области Узбекской ССР.
20 апреля 1982 года после образования в северной части Бухарской области Навоийской области, вошёл в состав данной новообразованной области.
6 сентября 1988 года Навоийская область была поглощена Самаркандской.
16 мая 1989 года Тамдынский район, среди прочих, был возвращён в Бухарскую область.
27 января 1992 года, через год после обретения независимости Узбекистаном, Навоийская область была восстановлена и Тамдынский район вновь вошёл в её состав.
Тамдынский район обрел быстрое развитие в результате открытий в середине XX века на территории района месторождений золота, серебра, платины, урана мирового значения. Были созданы моногорода (наиболее крупный из которых Зарафшан) и построен один из крупнейших в СССР комплекс предприятий для добычи и переработки полезных ископаемых.

## Природа

### Рельеф
Рельеф Тамдынского района представлен в основном низменностями и небольшими горными массивами средней высоты. Низменности распространены повсеместно, горами занят средний запад района — это горы Тамдытау и Мурынтау. Горные участки района находятся на высоте от 200 до 900 метров над уровнем моря. Холмы образованы в основном песчаниками и песками.
Средняя высота района 300 метров.
Высшей точкой района является гора Актау горного массива Тамдытау с высотой 922 метра.
Низшей точкой района является Мингбулакская впадина (Сарикарниш-Кули; солончаковая впадина — днище древнего озера; имеет до 100 километров в длину), которая находится на 12 метров ниже уровня моря.

### Почвы
Почвенный покров адыров и низменностей образованы в основном песками и солончаками.

### Гидрография
По территории района не протекает ни одной реки, так как почти вся территория района состоит из пустынь и степей. По юго-восточной территории района протекают несколько очень маленьких водотоков, впадающих в озеро Айдаркуль. Крупнейшим озером и водным объектом на территории района является Айдаркуль — крупное бессточное озеро, которое входит в Арнасайскую систему озёр. Озеро образовалось в связи с деятельностью человека.

### Климат
Климат территории района является резко континентальным, с жарким и сухим летом при холодной зиме. Среднегодовая температура составляет +15,0 °C; средняя температура января равна −4,1 °C, средняя температура июля +30,0 °C. Абсолютный минимум температуры составил —31 °C, абсолютный температурный максимум +48 °C. В среднем на территории района выпадает 108—110 мм осадков за год (основная часть осадков приходится на весну и осень). Вегетационный период длится 220—225 дней.

### Флора и фауна
Флора района достаточно бедна из-за неплодородной земли. На территории района повсеместно распространены саксаул, дженгил, верблюжья колючка, метёлка и другие растения, которые имеют большое кормовое значение для разводимых здесь каракулевых овец, верблюдов и других животных.
На территории района распространены верблюды, кабаны, архары, в том числе кызылкумский горный баран, джейраны, шакалы, сайги, зайцы, различные виды грызунов, различные виды ящериц, змей, включая гадюковых и удавов. Из птиц наиболее распространены кеклики, рябковые, орлы и коршуны.

## Административно-территориальное устройство
Административным центром района является посёлок Тамдыбулак с населением около 12 тысяч человек. В районе не имеется ни одного населённого пункта со статусом города. В районе имеется 7 сельских сходов граждан или кишлаков (Актау, Аякудук, Керегетау, Кериз, Сукитти, Тамдыбулак, Шиели). В районе также имеется множество очень малых кишлаков. На территории района находится город Зарафшан, который имеет статус города областного подчинения и не входит в состав Тамдынского района.
Вокруг города Зарафшан расположены несколько посёлков, которые присоединены к территории города Зарафшан, наиболее крупный из которых — Мурунтау.
Главой администрации (хокимом) Тамдынского района с декабря 2023 года времено исполняющим обязанности Орзумурод Умаров. Здание администрации района находится в посёлке Тамдыбулак.

## Население
По данным на 2014 год в районе проживало 14,9 тыс. человек. Из них, 6,1 тыс. составляют дети до 16 лет. 51,2 % жителей — женского пола, 48,8 % — мужского пола. Плотность населения составляет 0,6 человек на 1 км². Основная часть населения проживает в сельской местности. В национальном составе населения большинство составляют казахи (69,2 %). Доля казахов в районе является одной из самых высоких в Узбекистане. В значительном количестве проживают каракалпаки (29,4 %), узбеки (1,2 %), а также другие национальности.

## Экономика

### Сельское хозяйство
Земельный фонд района в целом составляет около 42,5 тыс. км². Из них — 30,3 тыс. км² (71 %) пастбищ, 12,2 тыс. км² (29 %) остальных земель, которые не используются в сельском хозяйстве. В районе не имеется орошаемых земель. В Тамдынском районе развиты, в основном скотоводство. Действует более 280 хозяйств, основная часть из которых — ширкатные (кооперативные) хозяйства и фермерские хозяйства, специализированные в основном на животноводстве. Другие отрасли сельского хозяйства, такие как хлопководство, зерноводство, овощеводство, бахчеводство и виноградарство достаточно не развиты из-за неплодородной земли и очень малого количества осадков.
Тамдынский район является одним из развитых районов Узбекистана в отношении разведения каракулевых овец. Основную часть овец района составляют именно каракулевые овцы. В частном и общественном владении находилось в общей сложности 14 тыс. голов крупного рогатого скота, 363,9 тыс. голов мелкого рогатого скота (овец и коз), несколько тысяч голов домашней птицы, 3,5 тыс. голов лошадей в табунах, 2,5 тыс. голов верблюдов.

### Промышленность

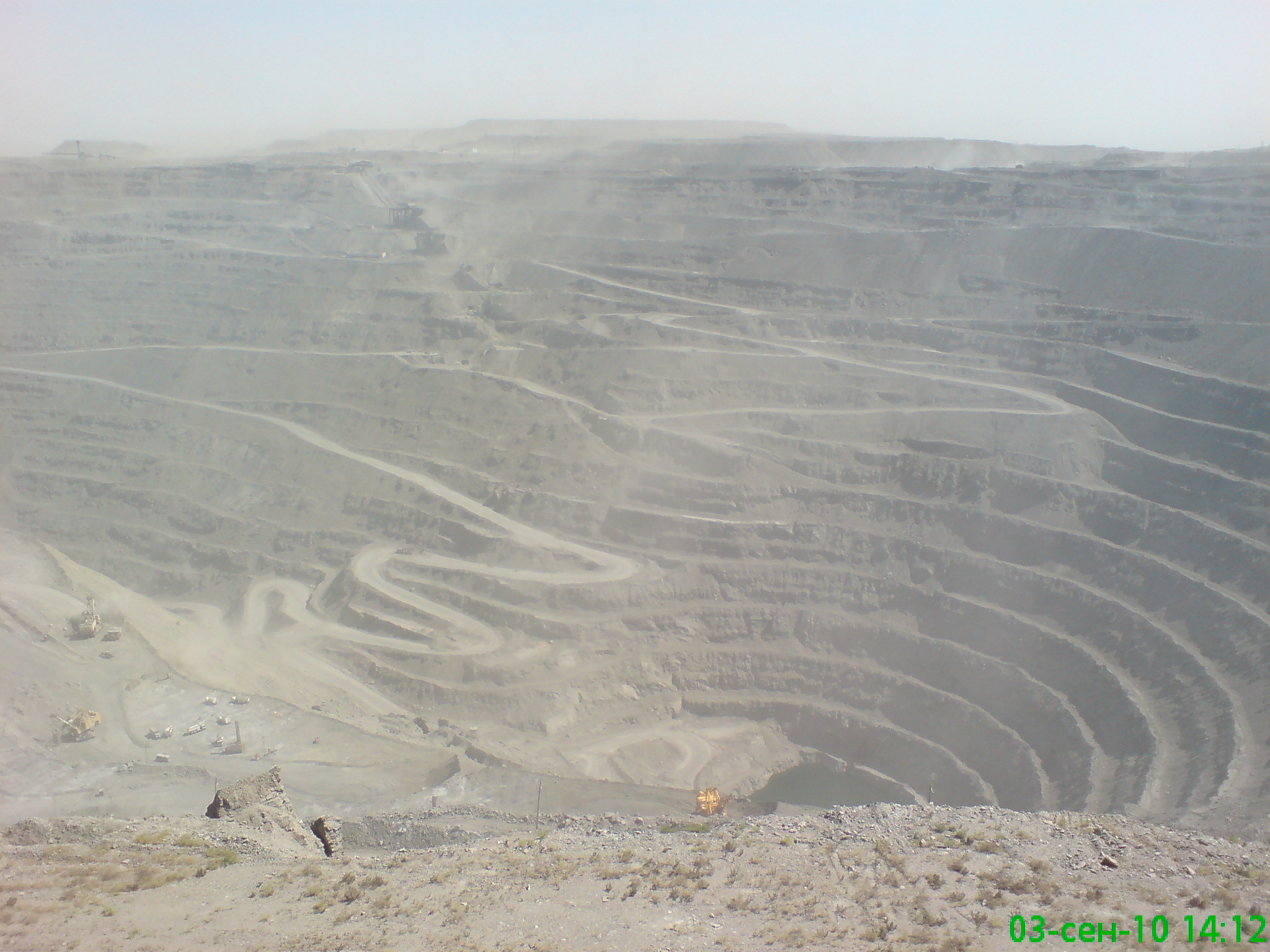
Мурунтау — одно из крупнейших в мире месторождений золота.

На территории Тамдынского района имеются крупнейшие в мире месторождения золота, серебра, платины, урана, рения, цинка и других полезных ископаемых. Разработка этих месторождений ведётся в основном открытым способом. Здесь функционируют предприятия по переработке урана, драгоценных и цветных металлов.

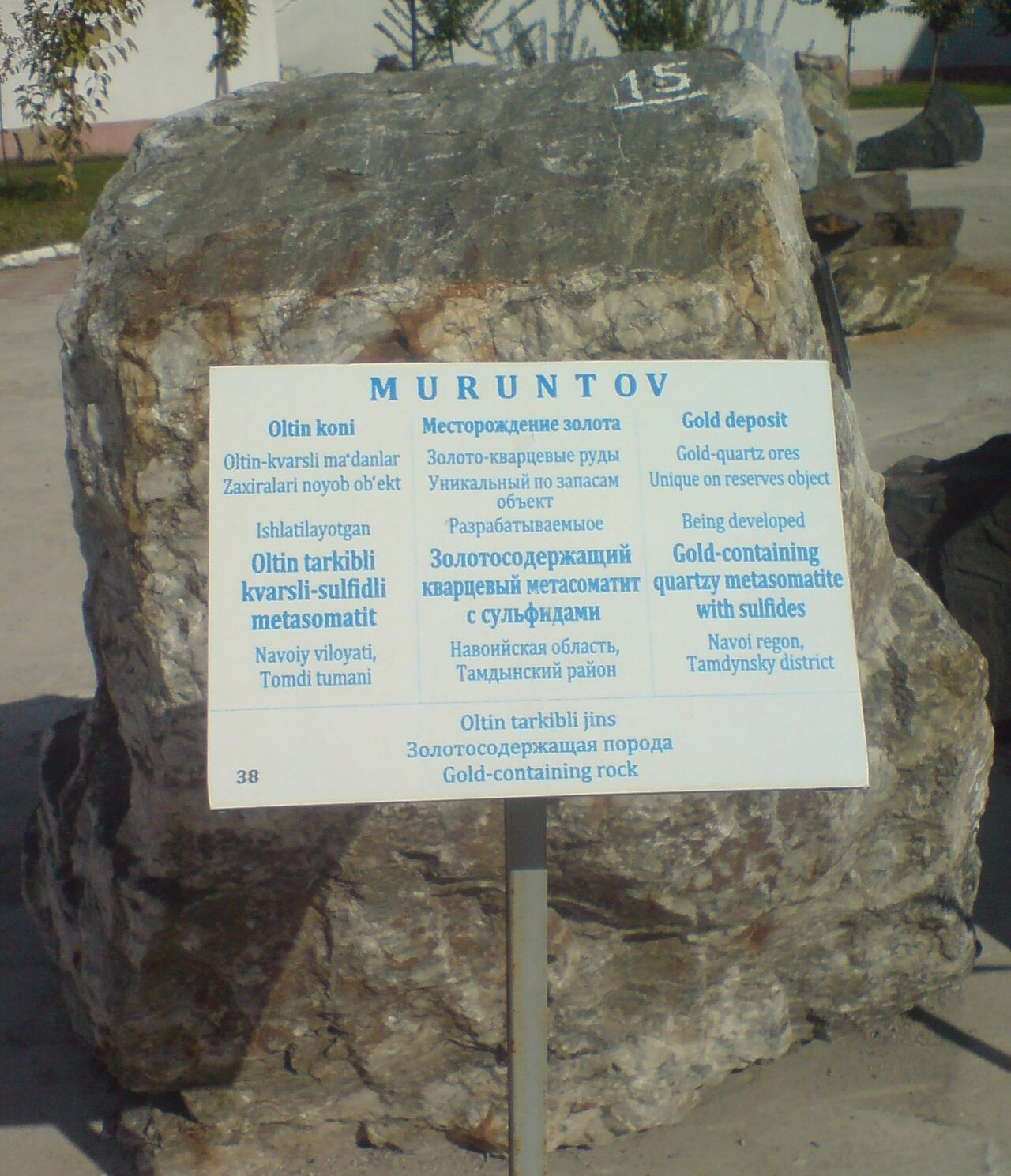
Уникальная золотосодержащая порода (золотосодержащий кварцевый метасоматит с сульфидами) из Тамдынского района.
Экспонат Геологического парка Геологического музея Узбекистана

Находящееся на территории Тамдынского района крупнейшее в мире месторождение золота — карьер Мурунтау, который находится на втором месте по объёмам золотодобычи (после предприятия «Грасберг» в Индонезии). Длина данного карьера — 3,5 километров, ширина — 2,7 километров, глубина — 430 метров.
Месторождение открыто в 1958 году, а промышленная добыча металла начата в 1969 году.
Вблизи месторождение расположен Зарафшанский золотодобывающий комплекс (и посёлок Мурунтау при нём), второй в мире по объёмам золотодобычи. Разработка ведётся открытым способом — в карьерах. В окрестностях данного населённого пункта добываются и другие редкие металлы, а также нерудные полезные ископаемые: фосфориты и кварцевый песок.

В 2001 году объём добычи составил 53 тонны в год и 61 тонну в 2014 году. По состоянию на 2007 год остаточные запасы золота оценивались в 1750 тонн и по этому показателю месторождение Мурунтау находится на втором месте после месторождения Пеббл в США.
На территории Тамдынского района функционирует Навоийский горно-металлургический комбинат, один из крупнейших в мире производителей золота и урана — находится на шестом месте в мире среди компаний по производству и добыче золота, на седьмом месте по добыче урана. В структуру НГМК входят пять основных крупных горно-металлургических предприятий, а также производственное объединение «Навоийский машиностроительный завод» и «Зарафшанское управление строительства».
Кроме того, по состоянию на середину 2000-х годов, на территории района функционировали более 70 различных предприятий, фирм и компаний различных отраслей промышленности. Имеются предприятия по производству кирпичей, строительных материалов и продуктов питания.

### Транспорт
Общая длина автомобильных дорог на территории Тамдынского района составляет около 800 км, основная часть которых приходится на автомобильные дороги республиканского значения. Поддерживается автобусное сообщение по маршрутам Тамдыбулак — Зарафшан, Тамдыбулак — Учкудук, Тамдыбулак — Навои и другим.

## Социальная сфера
В районе действует одна больница и один роддом, а также несколько поликлиник. В каждом населённом пункте имеется врачебный пункт.

### Образование
По состоянию на 2010 год в Тамдынском районе функционировало 34 общеобразовательные школы, часть из которых на казахском, каракалпакском и русском языках. В школах получали образование примерно 4,5 тыс. детей. Имеется несколько профессиональных колледжей и гимназий.

### Культура и просвещение
В Тамдынском районе ведут работу один театр, два музея, центральный дворец культуры, дома культуры, многочисленные клубы и 25 библиотек (по состоянию на середину 2000-х годов).
Кроме распространённых по всему Узбекистану и Навоийской области газет, журналов, радиостанций и телеканалов, на территории Тамдынского района издаются газеты на узбекском языке, а также газета «Тамды шаруагері» на казахском языке.

### Спорт
В Тамдынском районе функционируют стадионы, спортзалы, спортплощадки и другие спортивные сооружения. По состоянию на середину 2000-х годов, действовало около 15 спортивных объектов.

## Достопримечательности и туризм
Туристическая отрасль в районе не развита достаточно. В пустынной местности отсутствуют архитектурные или археологические памятники.
Туристы в основном приезжают в Тамдынский район, для того чтобы увидеть центральную часть пустыни Кызылкум, крупнейшее в мире золотое месторождение Мурунтау и другие золотые карьеры и отправляются дальше в Учкудукский район для посещения города Учкудук.
В административном центре Тамдынского района — посёлке Тамдыбулак — находится единственный в районе музей — Тамдынский историко-краеведческий музей.